# Oblastní rada Menaše
Oblastní rada Menaše (hebrejsky מועצה אזורית מנשה, Mo'aca azorit Menaše) je oblastní rada v Haifském distriktu v Izraeli.
Nachází se v hustě osídlené a zemědělsky intenzivně využívané pobřežní planině poblíž měst Chadera a Pardes Chana-Karkur, a dále v prostoru odtud k východu, při ústí Vádí Ara.

## Dějiny

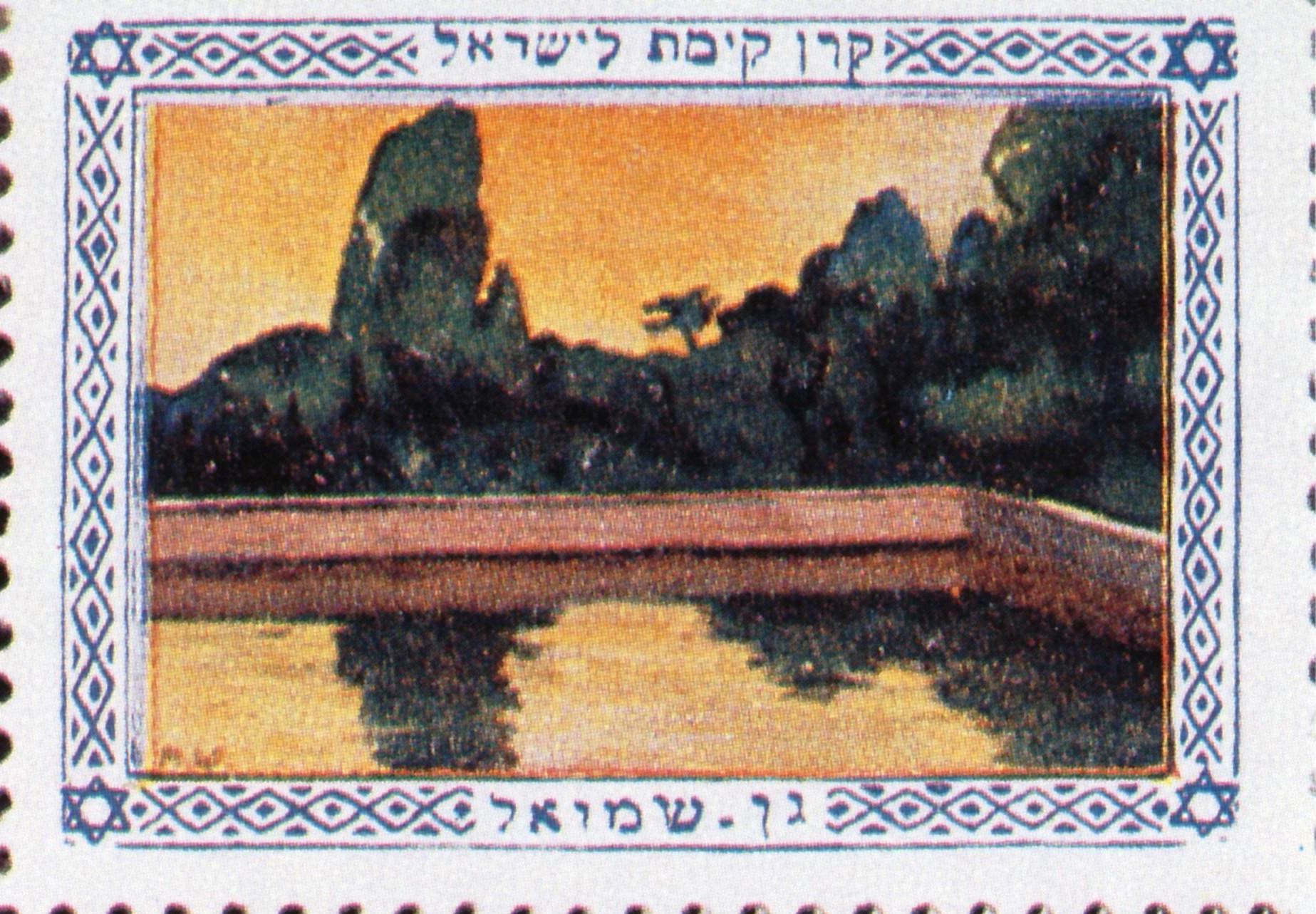
Starý bazén v kibucu Gan Šmu'el na poštovní známce vydané Židovským národním fondem

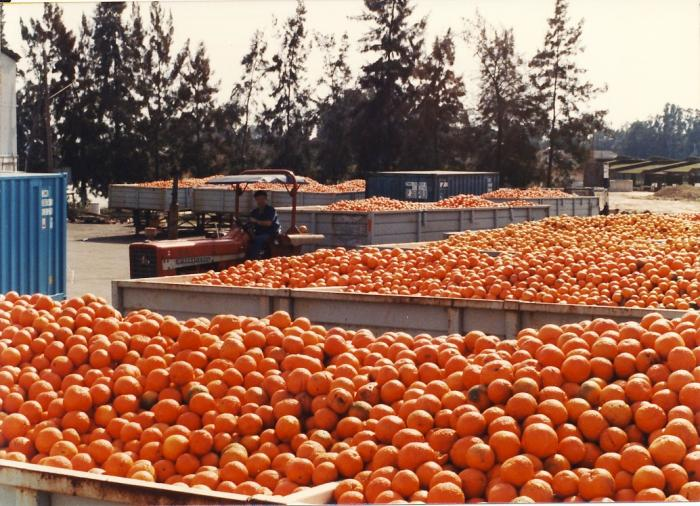
Pomeranče v kibucu Gan Šmu'el

Novověké židovské osídlení v této oblasti začalo vznikat již za mandátní Palestiny, ale sídelní síť byla dotvořena až po vzniku státu Izrael. Oblastní rada Menaše vznikla roku 1950. Pojmenována je podle biblického kmene Manases, který sídlil v tomto regionu.
Během války za nezávislost v roce 1948 opustila pobřežní nížinu arabská populace. Ta se ale uchovala v kompaktním území ve Vádí Ara, jehož okrajová západní část spadá pod jurisdikci Oblastní rady Menaše.
Sídlo úřadů oblastní rady leží v novém komplexu poblíž vesnice Ejn Šemer na východním okraji aglomerace města Pardes Chana-Karkur (které ovšem stejně jako Chadera pod jurisdikci oblastní rady nespadá). Starostou rady je אילן שדה - Ilan Sade. Oblastní rada má velké pravomoci zejména v provozování škol, územním plánování a stavebním řízení nebo v ekologických otázkách.

## Seznam sídel
Oblastní rada Menaše sdružuje celkem 25 sídel. Z toho je deset kibuců, sedm mošavů, dvě společné osady, tři arabské vesnice a tři další sídla.
| kibucy - Barkaj - Ejn Šemer - Gan Šmu'el - Kfar Glikson - Lahavot Chaviva - Magal - Ma'anit - Mecer - Mišmarot - Regavim | mošavy - Ejn Iron - Gan ha-Šomron - Kfar Pines - Ma'or - Mej Ami - Sde Jicchak - Talmej El'azar společné osady - Kacir - Micpe Ilan | arabské vesnice - al-Arian - Mejsir - Umm al-Kutuf | ostatní sídla - Alonej Jicchak - Giv'at Chaviva - Ša'ar Menaše |

## Demografie
K 31. prosinci 2014 žilo v Oblastní radě Menaše 18 600 obyvatel. Z celkové populace bylo 14 900 Židů. Včetně statistické kategorie "ostatní" tedy nearabští obyvatelé židovského původu, ale bez formální příslušnosti k židovskému náboženství jich bylo 15 400. Ostatní jsou většinou izraelští Arabové. Podle Centrálního statistického úřadu k roku 2007 obyvatelstvo rady tvořili ze 76,5 % Židé a z 21,9 % izraelští Arabové. Roční přírůstek byl 2,1 %.
| Rok            | 1961  | 1972  | 1983   | 1995   | 2006   | 2008   | 2009   | 2010   | 2011   | 2012   | 2013   | 2014   |
| -------------- | ----- | ----- | ------ | ------ | ------ | ------ | ------ | ------ | ------ | ------ | ------ | ------ |
| Počet obyvatel | 6 600 | 7 000 | 10 400 | 11 100 | 13 000 | 12 400 | 12 900 | 13 300 | 14 000 | 17 300 | 17 900 | 18 600 |